# Erhard Kietz
Erhard Karl Kietz (* 22. August 1909 in Leipzig; † 6. April 1982 in Blütlingen) war ein deutscher Physiker. Er forschte über die Frequenzkonstanz für Videosignale.

## Leben
Erhard Karl Kietz wurde als ältestes Kind von Anna und Georg Kietz, einem Mathematiklehrer, am 22. August 1909 in Leipzig geboren. Er entstammte einer musikalischen Familie und spielte Cello und Klavier.
Er absolvierte das Nikolai-Gymnasium in Leipzig und studierte danach Physik, Mathematik und Chemie an der Universität Leipzig, wo er Februar 1938 zum Dr. rer. nat. promoviert wurde.
In der Zeit von Mai 1929 bis Februar 1938, während des Universitätsstudiums, arbeitete er als Hilfsassistent von August Karolus im Laboratorium des Physikalischen Instituts der Universität Leipzig. Nach seiner Promotion war er von März 1938 bis Mai 1945 im gleichen Laboratorium mit selbstständigen Entwicklungsarbeiten auf dem Gebiete des Fernsehens, der Hochfrequenz- und Verstärkertechnik tätig. Sein Hauptarbeitsgebiet war Fernsehen und die Erzeugung hochkonstanter Schwingungen durch Stimmgabeln und Schwingquarze. Im Zweiten Weltkrieg wurde er zweimal durch Bombenangriffe auf das Physikalische Institut verschüttet.

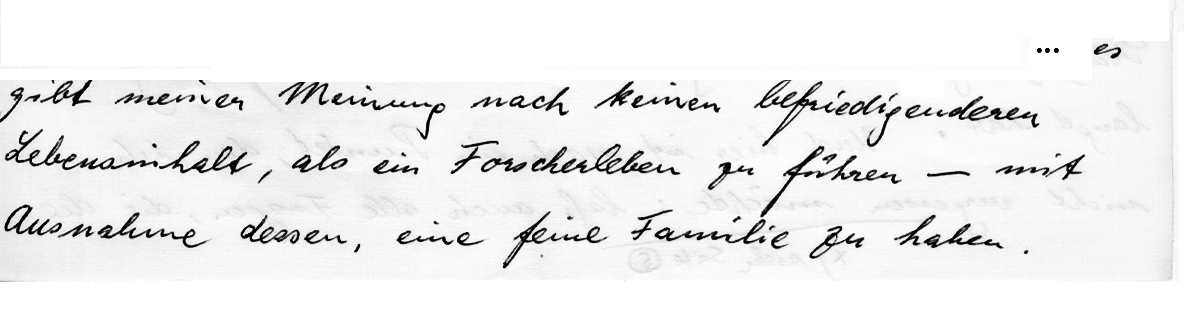
Am 3. März 1965 schrieb Kietz seiner ältesten Tochter: Es gibt meiner Meinung nach keinen befriedigenderen Lebensinhalt, als ein Forscherleben zu führen – mit Ausnahme dessen, eine feine Familie zu haben.

Am 9. August 1941 heiratete er Gisela Raschig, geb. 1. Juni 1917.
Am 15. Juni 1945 evakuierte das US-Militär ihn zusammen mit seiner Frau, ihren zwei kleinen Kindern und seinem Laborkollegen Herbert Mangold mit Frau und Tochter nach Unterhaching bei München.
Der älteste Sohn starb 1947 im Alter von fünf Jahren an einer Blutvergiftung, als Folge einer langwierigen Mittelohrentzündung in den schwierigen Monaten vor Kriegsende und durch Mangel an Penicillin in der Nachkriegszeit. Die Familie, mit den nun sechs Kindern im Alter von elf Jahren bis neun Monaten, wanderte am 15. Mai 1956 auf dem Frachtdampfer Witmarsum via Hamburg in die USA aus.
Am 10. Juni 1956 traf das Schiff in Houston, Texas, ein, von wo sich die Familie 700 km südwärts nach Elsa begab. Hier gab es jedoch keine Arbeit für einen Physiker, also zog die Familie, auf den Vorschlag eines Bekannten, der schon einige Jahre zuvor aus Deutschland emigriert war, noch im September 1956 nach Altadena in Kalifornien. Erhard Kietz wurde in der Forschungsabteilung von Consolidated Electrodynamics in Pasadena angestellt, wo er unter Adrian B. Cook an der Ausführung von der Aufnahmegerätetechnik arbeitete. Im Januar 1959 zog die Familie nach Menlo Park, südlich von San Francisco, als die Gegend sich noch als Silicon Valley entwickelte, wo Erhard Kietz im Monat zuvor eine Stelle als Elektroingenieur im Forschungs- und Entwicklungsabteilung unter der Leitung von Charles P. Ginsburg bei der Ampex Corporation in Redwood City, Kalifornien erhalten hatte. 1971 emeritierte er bei der Ampex Corporation.
Erhard Kietz fühlte er sich in der amerikanischen Gesellschaft fremd. Die Sehnsucht nach der Heimat wuchs; er und seine Frau erwogen eine Rückkehr nach Deutschland. Nachdem seine Frau bei einem Autounfall 1967 tödlich verunglückt war, unternahm er im Juli 1971 mit seinen zwei jüngsten Töchtern, die noch minderjährig waren, eine Reise auf dem Passagierschiff Bremen von New York nach Bremerhaven. Er ließ sich in Dankoltsweiler (Baden-Württemberg) nieder. Am 6. April 1982 starb er in Blütlingen (Niedersachsen).

## Wissenschaftliche Beiträge
Erhard Kietz' wissenschaftliche Laufbahn begann mit seiner Doktorarbeit, Versuche über die Frequenzkonstanz elektrisch angetriebener Stimmgabeln, die im Februar 1938 in Leipzig von der Fakultät der Universität angenommen und 1939 in Dresden veröffentlicht wurde. Diese Arbeit war deswegen von großem Interesse, weil man für Anwendungen wie Radar und Video ein sehr konstantes Zeitmaß braucht.
In den ersten Quarzuhren befanden sich als Vorläufer des Schwingquarz winzige elektrisch angetriebene Stimmgabeln, die dann auf die Uhrzeiger übersetzt wurden.
Seine frühen Arbeiten an der Entwicklung des Fernsehens umfassten Arbeiten an einem 10-Kanal- und einem 200-Kanal-Fernsehsystem für einen Riesenbildschirm, ein 1000-Linien-Fernsehsystem und Forschung über das Verhalten von fotoelektrischen Zellen bei Hochfrequenz.
Kietz trug wesentlich zur Grundlagenforschung und zur praktischen Entwicklung der Magnetaufzeichnung von Videosignalen bei.
Die zwei größten Probleme, die es dabei zu lösen galt, waren die hohe Anforderung an die Zeitstabilität beim Abspielen und die Überwindung der Bandbreitenbeschränkung der bisherigen Magnetaufzeichnungstechnik. Eine hohe Bandbreite der Aufzeichnung konnte durch vier quer zum Band schnell rotierende Köpfe erzielt werden, die eine sehr hohe Kopf- zu Bandgeschwindigkeitübersetzung bei langsamem Bandlauf ermöglichte. Anhand dieser neuen Technik konnte die Bandbreite zu drei Größenordnungen ausgefahren werden: von 18 kHz mit betriebsüblichen festen Köpfen zu 20 MHz mit rotierenden Köpfen. Damit verbunden musste auch die unterbrechungsfreie Umschaltung von einem Kopf zum nächsten gelöst werden. Das Prinzip der rotierenden Köpfe wurde bei allen professionellen und später bei allen Heimvideorekordern eingesetzt.
Die Zeitbasiskorrektur wurde mit anfangs sehr aufwändiger Technik (einzelne Videozeilen wurden mit einem Kathodenstrahl auf eine rotierende Scheibe aufgezeichnet und an anderer Stelle mittels eines zweiten Kathodenstrahls zeitgenau abgetastet), später mit Halbleiterschaltungen realisiert.
Am 15. Juni 1960 veröffentlichte Erhard Kietz eine Zusammenfassung des Arbeitsstandes über „Electronic Time Base Correction“ für Ampex Corporation. Auch hier geht es wieder um eine genaue Zeitbasis mit Fehlern von weniger als ein Zehntel einer Mikrosekunde, ohne die Videorecorder nicht auskommen.
Erhard Kietz' Publikation Transient-free and time-stable Signal Reproduction from Rotating Head Recorders erschien im National Space Electronics Symposium Record, 1963, Miami Beach, Florida, Paper 4.3 und als Überarbeitung noch einmal im Februar 1968. Zusammen mit seinem Kollegen Sid Damron verfasste er im März 1967 den technischen Artikel Digital Recording at High Bit Rates, Reliability and Density.
Im April 1967 verfasste Erhard Kietz den Vortrag Developments in the Magnetic Recording of Multimegahertz Bandwidths (Entwicklungen in magnetischen Aufnahmen von Multimegahertz Bandbreiten), der von seinem Kollegen Sid S. Damron am 25. April für das Breitband-Aufzeichnungs-Symposium am Griffiss Luftwaffen Stützpunkt in New York gehalten wurde.
Sid Damron und Erhard Kietz, beide bei Ampex Corporation in Redwood City, California angestellt, arbeiteten zusammen an der Veröffentlichung des Aufsatzes Exceptionally High-Density Data Recording in der Fachzeitschrift Modern Data, Dezember 1968 (S. 28–31)
Januar 1971 erschien sein Dokument für Ampex Corporation Electronic Track Alignment of Digital Signals recorded at High Density on a Multitrack Recorder.
Kietz war im Rahmen seiner wissenschaftlichen Forschungen mit Aufträgen befasst, die hauptsächlich militärischen Zwecken und erst in zweiter Linie ziviler Nutzung dienten. Erste Anwendung fanden seine Forschungsergebnisse bei der Aufzeichnung von Radarsignalen der polaren Radarstationen, später von Radarsignalen und Bildern aus hochfliegenden Flugzeugen, bald darauf für hochauflösende Bildaufzeichnungen von Spionagesatelliten, die um die Welt flogen und nur an bestimmten Stellen ihre Bilder zur Erde funken sollten. Seine Entwicklungen können auch vor dem Hintergrund betrachtet werden, dass durch die Radar- und Videoflüge über die Sowjetunion und über Kuba (1962) eine realistischere Einschätzung des Potentials an sowjetischen ballistischen Raketen gewonnen werden konnte.
Die fortschreitende Verkleinerung der Geräte wurde auch erreicht durch die aufkommende Transistortechnik und schon wenig später durch integrierte Schaltungen. Heutige Geräte lassen kaum mehr erahnen, wie viel Signalverarbeitung für Videoaufzeichnung und -wiedergabe nötig ist. Die ersten Videorekorder hatten mehrere Schränke voll von Elektronik.
Das „neueste“ Tonbandgerät, wie auch ein Beispiel einer Anti-Raketen Anwendung von Ampex' Signal Aufnahme-Wiedergabe Technik sieht man in den Artikeln im Ampex Monitor 1961.
Ende der 60er bis in die 80er Jahre waren Ampex-Videobandgeräte wie das Quadruplex in allen Fernsehstudios der Welt eingesetzt.
Während seiner Anstellung bei der Ampex Corporation war Erhard Kietz an mehreren Patenten beteiligt. Maßgebliche Mitwirkung hatte er an den vier Patenten:
| Patent-ID             | Anmeldedatum       | Inhalt |
| US3131384             | 29. August 1960    | Recording and reproducing system                                                                                   |
| US3304377             | 11. September 1961 | Synchronizing system for video transducing apparatus utilizing composite information transducing and pilot signals |
| US3204047             | 19. März 1962      | Signal reproducing system with phase canellation of unsired signal component                                       |
| US3536856 / DE1762911 | 20. September 1967 | Aufnahme-Wiedergabe-Betriebsartauswahlschaltung für ein Magnetband-Aufnahme- und Wiedergabegerät                   |